# Cercasi modella
Cercasi modella é um filme de comédia produzido na Itália, dirigido por E. W. Emo e com atuações de Elsa Merlini, Nino Besozzi e Gianfranco Giachetti.